# KK Dinamo Zagreb
O Basquetebol Clube Dinamo de Zagreb (em croata:  Košarkaški Klub Dinamo Zagreb) conhecido também por KK Dinamo Zagreb é um clube profissional de basquetebol sediado em Zagreb, Croácia que atualmente disputa a Premijer Liga. Seus jogos como mandante são disputados no Pavilhão Dražen Petrović com capacidade para 5.400 espectadores.

## História
No ano de 1972 um grupo de entusiastas na prática do desporto fundou o KK Rudeš homenageando o bairro homônimo de Zagreb. Durante 48 anos da sua existência militou nas ligas inferiores. A ligação com o Dinamo Zagreb se estreita a partir de 2006 com acordo de colaboração que resulta em forte trabalho de base levando muitos jovens à prática do basquetebol. Em 13 de maio de 2020 o clube altera seu nome para o atual KK Dinamo Zagreb quando o clube disputava o meio de tabela da Prva Liga (segunda divisão). Já na temporada 2020-21 chega à final contra o KK Cedevita Jr. após ficar na segunda colocação da temporada regular, porém o Dinamo não conseguiu vencer o Cedevita e coube a ele o playoff de promoção contra o KK Furnir, no qual também não foi bem sucedido ficando mais uma temporada na segunda divisão.
A temporada 2021-22 da Prva Liga ficou marcada como o primeiro título de relevância do Dinamo, sendo que durante a temporada regular venceram 18 jogos de 22 disputados, fato que contribuiu para colocá-los como primeiro colocados. Na final enfrentaram o KK Bosco e fecharam a série em 2-1

### Histórico de temporadas
| Temporada                        | Competição Doméstica | Competição Doméstica | Competição Doméstica      | Competição Doméstica      | Competição Doméstica      | Competição Doméstica      | Copa Nacionais    | Copa Nacionais | Competições Europeias | Competições Europeias |
| Temporada                        | Nível                | Liga                 | Pos.                      | TR.                       | PL.                       | Pós Temporada             | Krešimir Ćosić    | Supercopa      | Liga                  | Resultado             |
| -------------------------------- | -------------------- | -------------------- | ------------------------- | ------------------------- | ------------------------- | ------------------------- | ----------------- | -------------- | --------------------- | --------------------- |
| 2012-13                          | 2                    | Prva Liga            | 11                        | 2-11                      |                           |                           |                   |                |                       |                       |
| 2013-14                          | 2                    | Prva Liga            | 10                        | 7-14                      |                           |                           |                   |                |                       |                       |
| 2014-15                          | 2                    | Prva Liga            | 8                         | 10-12                     |                           |                           |                   |                |                       |                       |
| 2015-16                          | 2                    | Prva Liga            | 3                         | 16-6                      |                           |                           |                   |                |                       |                       |
| 2016-17                          | 2                    | Prva Liga            | 4                         | 8-10                      |                           |                           |                   |                |                       |                       |
| 2017-18                          | 2                    | Prva Liga            | 6                         | 10-12                     |                           |                           | 16 avos de final  |                |                       |                       |
| 2018-19                          | 2                    | Prva Liga            | 10                        | 8-14                      |                           |                           | 32 avos de final  |                |                       |                       |
| 2019-20                          | 2                    | Prva Liga            | Interrompido por Covid-19 | Interrompido por Covid-19 | Interrompido por Covid-19 | Interrompido por Covid-19 | 32 avos de final  |                |                       |                       |
| KK Dinamo Zagreb (2020-presente) |                      |                      |                           |                           |                           |                           |                   |                |                       |                       |
| 2020-21                          | 2                    | Prva Liga            | 2                         | 17-5                      | 3-2                       | Finalista                 | -                 |                |                       |                       |
| 2021-22                          | 2                    | Prva Liga            | 1                         | 18-4                      | 2-1                       | Promovidocampeão          | Oitavas de finais |                |                       |                       |
| 2022-23                          | 1                    | Premijer Liga        | 7                         | 15-17                     | 1-2                       | Quartas de finais         | Semifinais        |                |                       |                       |
| 2023-24                          | 1                    | Premijer Liga        | 5                         | 20-13                     | 3-2                       | Semifinais                | Quartas de finais |                |                       |                       |
| 2024-25                          | 1                    | Premijer Liga        | 6                         | 16-17                     | 3-2                       | Semifinais                | Oitavas de finais |                |                       |                       |

## Títulos

### Prva Liga (segunda divisão)
- Campeão (1): 2021-22
- Finalista (1): 2020-21